# 中山理奈
中山 理奈（なかやま りな、1984年4月4日 - ）は、日本の女性声優、女優。東京都出身。フリー所属。血液型はA型。以前はスペースクラフト、南青山少女歌劇団に所属していた。

## 出演作品

### テレビアニメ
- だぁ!だぁ!だぁ!（白井茜）
- デ・ジ・キャラットにょ（ぽんず）
- ななか6/17（露木万理）
- パラッパラッパー（ケイティ）

### OVA
- ななか6/17（露木万理）